# Roland Gall
Roland Gall (* 15. November 1936 in der Tschechoslowakei; † 8. Februar 2008 in Dortmund) war ein deutscher Film- und Theaterregisseur.

## Leben
Nach dem Studium der Germanistik und Kunstgeschichte in Heidelberg und München arbeitete Gall ab 1962 als Regieassistent beim Fernsehen und an verschiedenen Theatern. Ab 1968 führte er Regie am Westfälischen Landestheater Castrop-Rauxel und an den Städtischen Bühnen Krefeld.
Seine nächsten Stationen waren Freiburg, Nürnberg und Tübingen. Bis 1984 war er Oberspielleiter am Stadttheater Dortmund.
1969 gab er mit „Wie ich ein Neger wurde“ sein Spielfilmdebüt. Gall verstarb 2008 in Dortmund im Alter von 72 Jahren an den Folgen eines Schlaganfalls.
2009 wurde Galls Fernsehserie Hans im Glück aus Herne 2 auf DVD veröffentlicht.

## Filmografie
- 1969: Wie ich ein Neger wurde
- 1971: Zwei Briefe an Pospischiel
- 1972: Land
- 1974: Ermittlungen gegen Unbekannt
- 1975: Lenau
- 1983: Hans im Glück aus Herne 2 (TV-Serie für das ZDF in 7 Teilen)
- 1985: Strafmündig
- 1986: Der X-Bericht
- 1988: Trumpeners Irrtum

## Auszeichnungen
- 1986: Adolf-Grimme-Preis mit Bronze, für Strafmündig (zusammen mit Gert Heidenreich und Robert Düssler)